# Ochotona forresti
A Pika-de-Forrest (Ochotona forresti) é um lagomorfo encontrado na Índia, China, Butão e Myanmar.